# Lyelliana
Lyelliana is een geslacht van vlinders van de familie spanners (Geometridae), uit de onderfamilie Ennominae.

## Soorten
- L. ancyloma Turner, 1917
- L. dryophila Turner, 1917
- L. phaeochlora Turner, 1917
- L. pristina Turner, 1926